# Nomy (Musiker)
Nomy (bürgerlicher Name Patrick Berndt Boris Marquardt, geboren am 15. Dezember 1979) ist ein schwedischer Musiker und Sänger. Er stammt aus Ulricehamn und lebt inzwischen in Jönköping. Er erlangte Bekanntheit durch die Veröffentlichung seiner Lieder im Internet.
In den 90er-Jahren veröffentlichte Nomy Eurodance- und Psytrance-Musik, später konzentrierte er sich darauf, in seinem eigenen Heimstudio Rockmusik zu produzieren.
Nomy hat keinen Plattenvertrag, sondern ist selbstständig und verkauft bzw. verbreitet seine Werke im Internet. Er spielt in seinen Liedern selbst meist Gitarre und singt, einiges anderes geschieht am Computer. Die Songs reichen von Rock bis hin zu Balladen, häufig beeinflusst von Punk- und Metal-Bands wie Bad Religion, Danko Jones oder In Flames. Auch Elvis Presley ist eine große Inspiration für den Musiker.
Spotify ist eine der wichtigsten Plattformen für Nomy, hier war er bereits in den weltweiten Bestsellern auf Platz 10. Auch über seine eigene Webseite verkauft er einige Alben. Er wurde 2010 für einen Grammy für den Innovator des Jahres nominiert.
2015 hatte Nomy acht Goldene, zwei Doppelplatin- sowie eine Platin-Schallplatte.

## Diskografie
Studioalben
- 2007 – Atonic Atrocity
- 2008 – Song Or Suicide
- 2009 – Welcome to My Freakshow
- 2010 – Disconnected
- 2011 – By The Edge Of God
- 2011 – A Dream For The Weaker
- 2012 – Verity, Denial and Remorse
- 2013 – Free fall
- 2014 – Psycopath
- 2014 – The full story of Diane (EP)
- 2016 – Be your own god
- 2018 – The end of the world
- 2019 – Fall Back Down
- 2020 – Mary on a cross
- 2020 – Meltdown
- 2022 – Kill us all
- 2025 – House of Diane
- 2025 – Savior
- 2025 – Dreams and Lies[5]